# 桑喬二世 (潘普洛納)
桑喬二世·加爾塞斯·阿巴爾卡（西班牙語：Sancho II Garcés Abarca，約938年—994年12月）從970年到去世為潘普洛納國王。他是加西亞·桑切斯一世與安德蕾哥塔·加林德斯（亞拉岡伯爵加林多·阿斯納雷斯二世的女兒）的兒子。在他繼位後，他承認他的弟弟拉米羅為比格拉國王。
海梅·德布哥著作的納瓦拉通史（Historia General de Navarra）寫到（引用自何塞·德莫雷特的納瓦拉國王年鑑Anales del Reino de Navarra），在987年桑喬向阿拉斯圖埃村莊的聖胡安·德拉佩尼亞修道院提出捐獻時，他稱自己的頭銜為「納瓦拉國王」，這是這個頭銜首次被使用到的情形。然而納瓦拉國王的頭銜並沒有成為常態的使用，直到11世紀晚期。他的綽號「阿巴爾卡」意思是「涼鞋」，不是指現代的形式，而是中世紀的。
在桑喬的統治下，王國維持前人統治時的穩固狀態，但也遭受到數次顯著的軍事挫敗，對方是來自伍麥亞所派出的軍隊。納瓦拉與雷昂王國、卡斯提亞伯國因家族關係而有連結，並且在納瓦拉君主支持年輕的雷昂的拉米罗三世之下，他們的王國經常互相合作。
在972年，他建立了聖安德雷斯·德西魯埃尼亞修道院。在976年，維希拉努斯抄本完成於王國的文化及教育中心阿爾貝達修道院。這是中世紀西班牙最重要的其中一份插畫手抄本，內容包含托雷多教會會議的教規、一份西哥德法典的複製本、以及歐洲最早出現的阿拉伯數字範文，和許多其他的文件。
隨著976年哥多華哈里發哈卡姆二世的去世，以及他兒子希沙姆二世的繼位，希沙姆二世曾由阿曼蘇爾·伊本·阿比·阿米爾教導過，使得基督教王國的前景似乎變得渺茫。阿曼蘇爾的軍隊在索里亞南方的托雷維森特擊敗基督徒。之後，穆斯林回到接近歐斯馬的塔拉奎尼亞取得勝利。在975年，桑喬於聖埃斯特班-德哥馬斯遭到摩爾人擊敗，並且據說他在該年的埃斯特奎爾戰役遭到俘虜。
在981年的發生於距離托德西利亚斯十多公里遠的盧埃達戰役，基督徒再次遭到羞辱性的潰敗。
因為無法用武力戰勝阿曼蘇爾，桑喬代表他的王國以大使的身份親自前往哥多華，帶著許多禮物送給勝利的阿曼蘇爾，與他簽訂一份協定，並且答應將女兒烏拉卡（Urraca）配給阿曼蘇爾作妻子。這樁婚姻誕生了阿卜杜·拉赫曼·桑雀羅，他是阿曼蘇爾企圖從伍麥亞繼承人手中篡奪哥多華哈里發之位時的第二順位繼承人。
989、991及992年，桑喬面對阿曼蘇爾更進一步的侵略，992年的那次使得他再次向哥多華臣服，並且隔年他將他的兒子岡薩羅（Gonzalo）遣往哈里發國做大使。在994年，也就是他去世的同年，王國又受到另一波哈里發軍隊的侵襲。
桑喬的妻子是烏拉卡，也就是卡斯提亞伯爵费尔南·冈萨雷斯與納瓦拉的桑琪亞（Sancha，桑喬的姑姑）的女兒。這樁婚姻結於962年後而不晚於970年。在950年前，烏拉卡先前曾有兩次婚姻，對象是雷昂的奥多尼奥三世與奥多尼奥四世，兩次都離婚收場。桑喬是他的第三也就是最後一任丈夫。他的的子女有：
- 加西亞·桑切斯二世
- 拉米羅（Ramiro，死於992年）
- 岡薩羅，他將亞拉岡伯國交由他的母親攝政
- 烏拉卡（阿卜達Abda），巴斯克人，被交給阿曼蘇爾，並且因此是阿卜杜·拉赫曼·桑雀羅的母親，後來住進女修道院